# 新坊桥
新坊桥为位于中国江苏省常州市天宁区和平南路中段东侧的一座单孔石拱桥，南北横跨于市河之上（原京杭大运河椿桂坊麻巷段），以方形红石砌筑，长35.2米，桥墩宽6.8米，桥面宽5.3米，通高8.6米，桥拱跨径9.5米，拱券采用纵联分节并列砌筑，南北两侧分别沿41级（今存29级）和39级（今存23级）台阶而上。该桥始建于南朝梁大同元年（535），元皇庆年间重建，明弘治十一年（1498）和1986年相继重修。今桥拱桥基仍为明代遗物，上部栏杆等为近年恢复，为常州市区同类石桥中现存最早的一座。